# Église Saint-Quentin de Dienville
L'église Saint-Quentin est une église située à Dienville, en France.

## Description
L'église Saint-Quentin de Dienville mesure 34 m de long sur 18,50 m de large et 10,50 m de hauteur sous voûte. Le point culminant de la tour est à 42 m d'élévation. L'église possède trois nefs.

## Localisation
L'église est située sur la commune de Dienville, dans le département français de l'Aube.

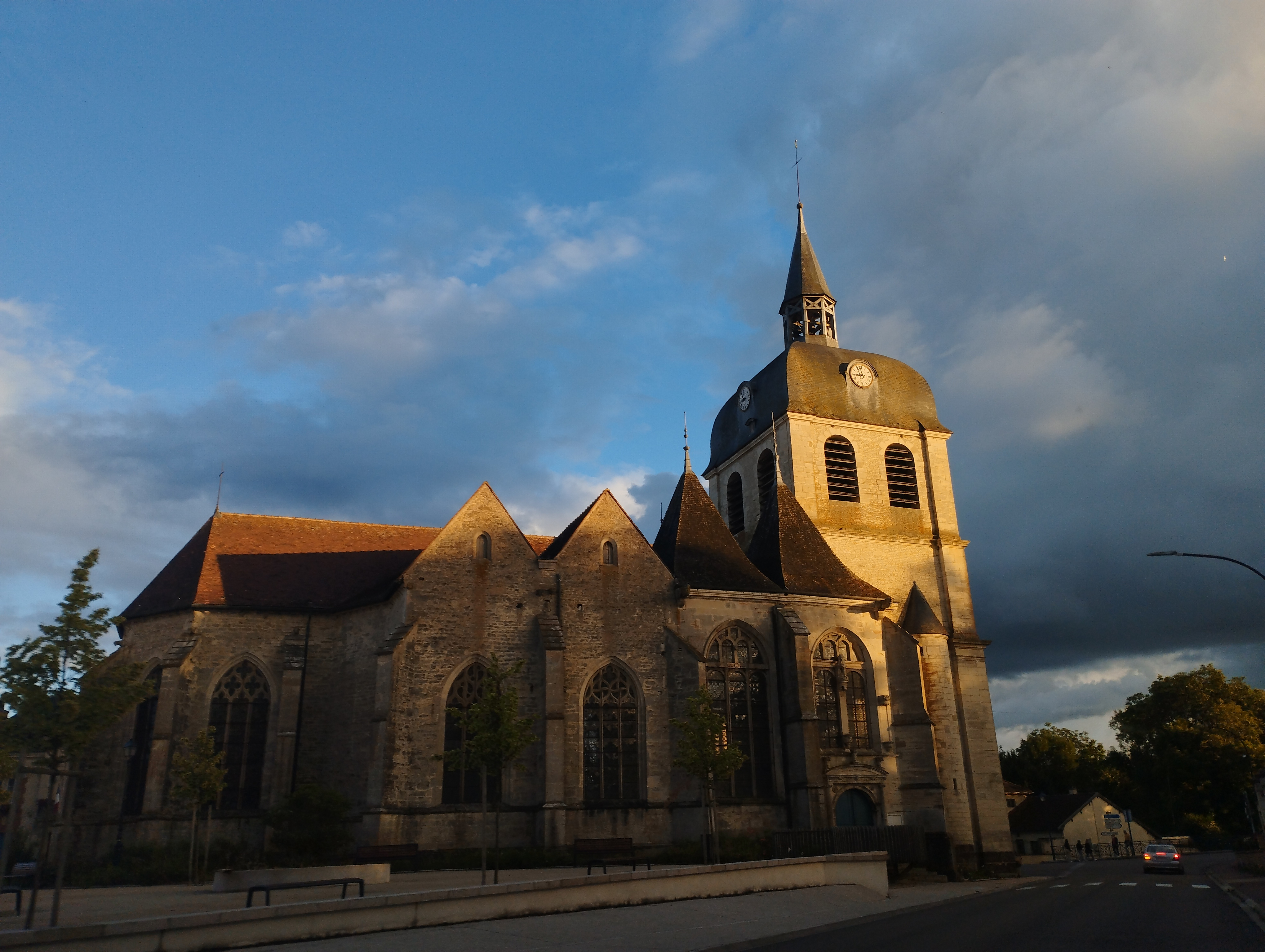
La face Nord de l'église Saint-Quentin depuis la rue Grégoire Royer.

## Historique
Elle appartient à trois époques :
- Le sanctuaire et le chœur avec les deux travées collatérales sont du style ogival et datent du XVe siècle.
- Les travées entre le chœur et la tour appartiennent à la Renaissance et datent de 1558. La tour quant à elle, date de 1784.
- La grille du chœur a été faite par Mathieu Lesueur, serrurier de l'abbaye de Clairvaux ; elle a été posée en 1768. Originairement, la grille séparait le chœur des nefs collatérales aussi bien que de la grande nef, mais les grilles de côté furent victimes du vandalisme révolutionnaire, sauf l'une des portes qui ferme aujourd'hui le cimetière. L'orgue acquis en 1791 est celui de l'église des Dames Bernardines de Saint-Jacques de Vitry-le-Brûlé.
- À la fin du XVIIIe siècle, on comptait neuf cloches. Sept furent enlevées pendant la Révolution et deux furent brisées le 1er février 1814. Six nouvelles cloches furent bénites en 1820 par Mgr de Boulogne.

L'édifice est classé au titre des monuments historiques en 1907.

Y est exposé un sarcophage mérovingien (VIIe siècle), découvert en 1981 par un agriculteur de Dienville lors du labour profond d'un champ jouxtant le cimetière. La tombe comprenait les restes de squelettes de trois individus de sexe féminin et masculin dans le même sarcophage et d'un autre, de sexe masculin, inhumé en pleine terre. Le sarcophage (cuve et couvercle), de type bourguignon-champenois a été taillé dans un calcaire blanc.

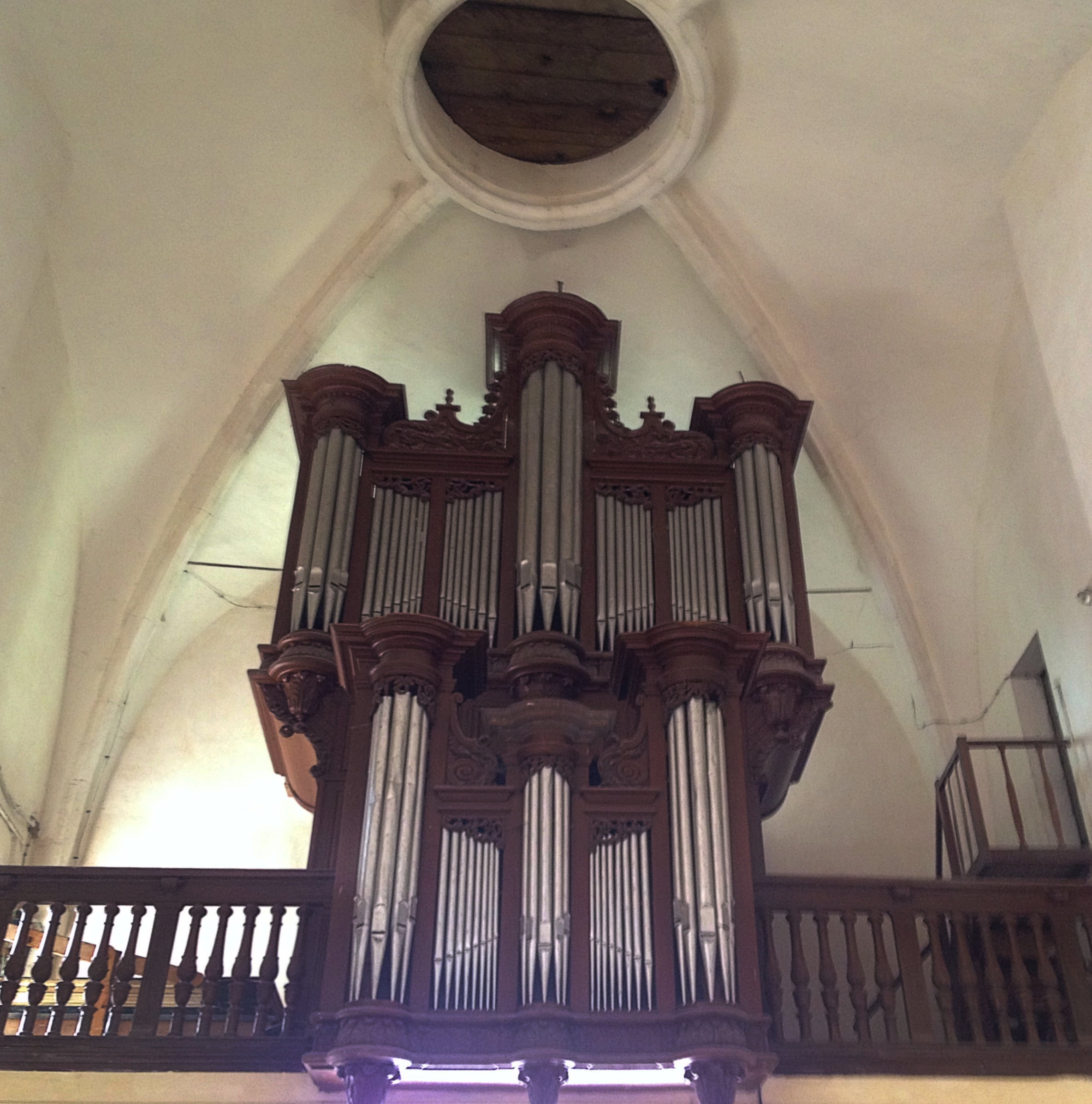
L'orgue.
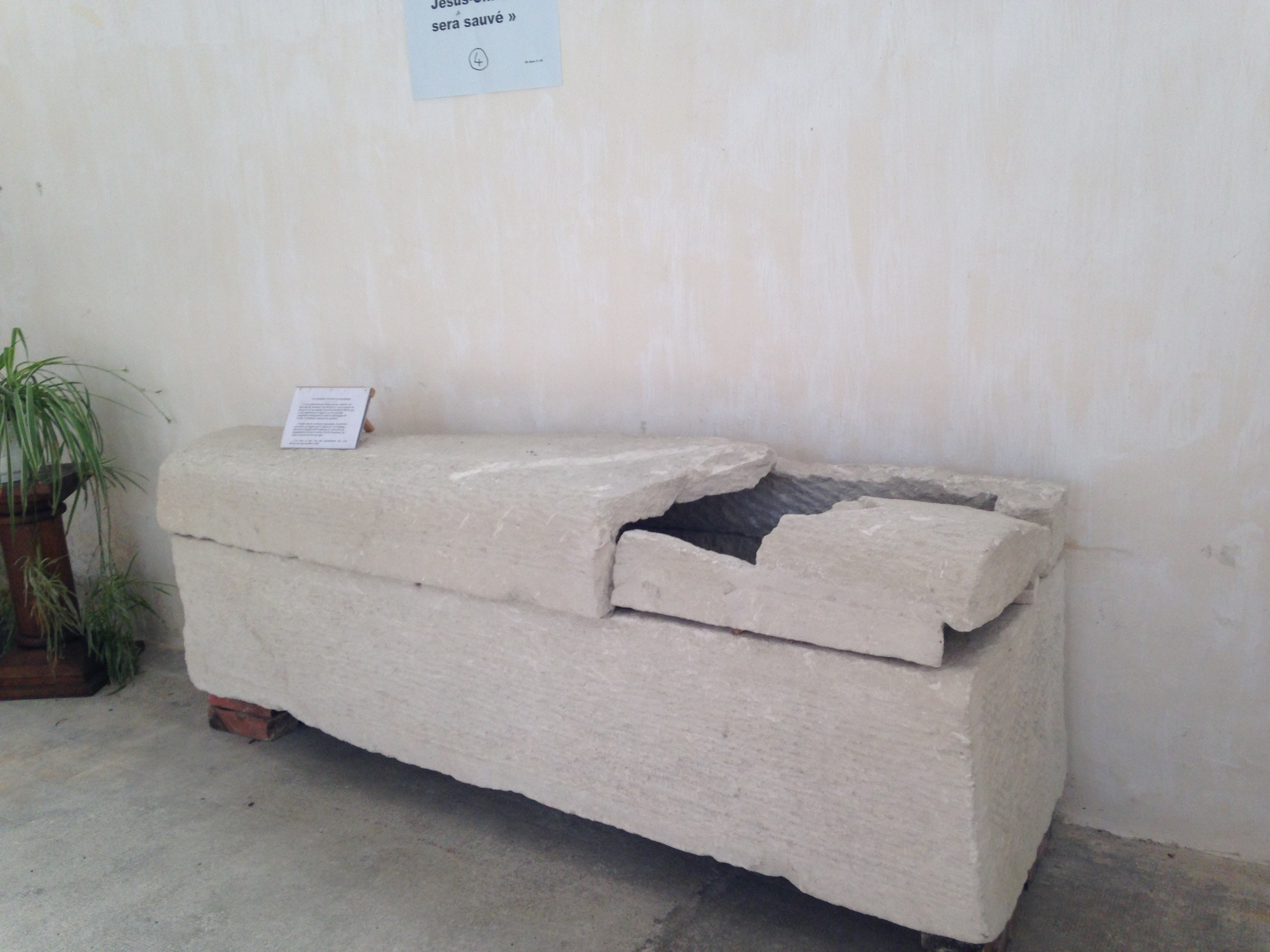
Le sarcophage.